# María Manuela Reina
María Manuela Reina Galán (1958) es una dramaturga española.

## Biografía
Nació en Puente Genil, provincia de Córdoba. Aunque comenzó a escribir relatos como Tarde de domingo o El Silencio, por el que se llevó el Premio Internacional de Cuentos ''Ciudad de Valladolid'', Reina viró su interés hacia el teatro. 
Se dio a conocer a principio de la década de los 80 con títulos como El navegante(1983) por el que gana el Premio SGAE, El llanto del dragón (1984) que también resultó merecedor del Premio Teatro Breve; pero fue con La libertad esclava cuando alcanzó reconocimiento cuando ganó el Premio Calderón de la Barca en 1984. Hasta entonces, su producción se basaba en situaciones ficticias y diálogos hipotéticos entre personajes famosos del pasado, pero a partir de mediados de los 80, Reina se adentra en el terreno de la comedia realista y la alta comedia, adoptando una mirada femenina pero no feminista, donde destacan sus obras El pasajero de la noche (1987), Alta seducción dirigida y representada por Arturo Fernández en 1989, Un hombre de cinco estrellas, La cinta dorada (1989), Reflejos con cenizas (1991)... Pertenece a una promoción de autores cultivadores del metateatro, como Ignacio del Moral (1957), Ernesto Caballero (1957), Paloma Pedrero (1957) y Jorge Márquez (1958).
A mediados de los 90, se alejó de la escena.